# Tobias
Tobias er et drengenavn, der betyder "Gud er god". Navnet kommer fra det græske Τωβίας / Τοβιας, der igen kommer fra det hebraiske טוֹבִיָּה Toviyyah. Det engelske Toby er en forkortelse af navnet, der undertiden forekommer i Danmark sammen med varianten Thobias. Ifølge Danmarks Statistik bærer lidt flere end 11.000 danskere et af disse navne. Antallet er stigende, idet navnet er et af de mest populære for tiden: Det har flere gange været på listen over de mest populære drengenavne.
Den 20. september er dagens navn Tobias, efter en from jøde, søn af Tobits, der omtales i Tobits Bog (en af de Deuterokanoniske Bøger). Navnet anvendes også undertiden som efternavn.

## Kendte personer med navnet
- Tobias Michael Carel Asser, hollandsk jurist og modtager af Nobels fredspris.
- Tobias Dybvad, dansk standupkomiker og manuskriptforfatter
- Tobias Grahn, svensk fodboldspiller.
- Tobias Hamann, dansk tv-vært og vinder af Den store bagedyst 2014.
- Tobias Linderoth, svensk fodboldspiller.
- Tobias Trier, dansk musiker og komponist.
- Tobias Rahim, dansk-kurdisk sanger.

## Navnet anvendt i fiktion
- Tobias er navnet på den vise mand i tårnet i Folk og røvere i Kardemomme by af Thorbjørn Egner.
- I operetten Champagnegaloppen forekommer en person ved navn Tobias Hambroe.
- Tobiasnætter er en dansk film fra 1941.
- Desuden indgår den bibelske Tobias i adskillige kunstværker, blandt andet har Rembrandt malet og tegnet flere billeder med denne.